# Zenamorpha
Zenamorpha is een geslacht van vlinders van de familie van de grasmotten (Crambidae), uit de onderfamilie van de Spilomelinae. De wetenschappelijke naam van dit geslacht is voor het eerst voorgesteld door Hans Georg Amsel in een publicatie uit 1956.

## Soorten
- Z. discophoralis (Hampson, 1899)